# Foco (iluminación)

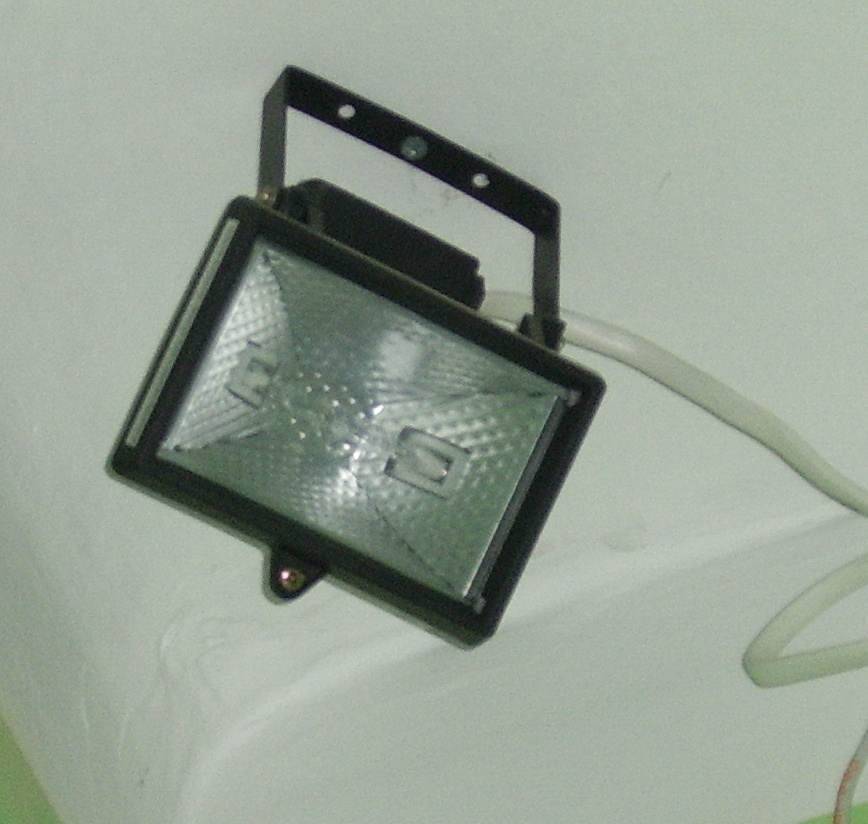
Proyector halógeno

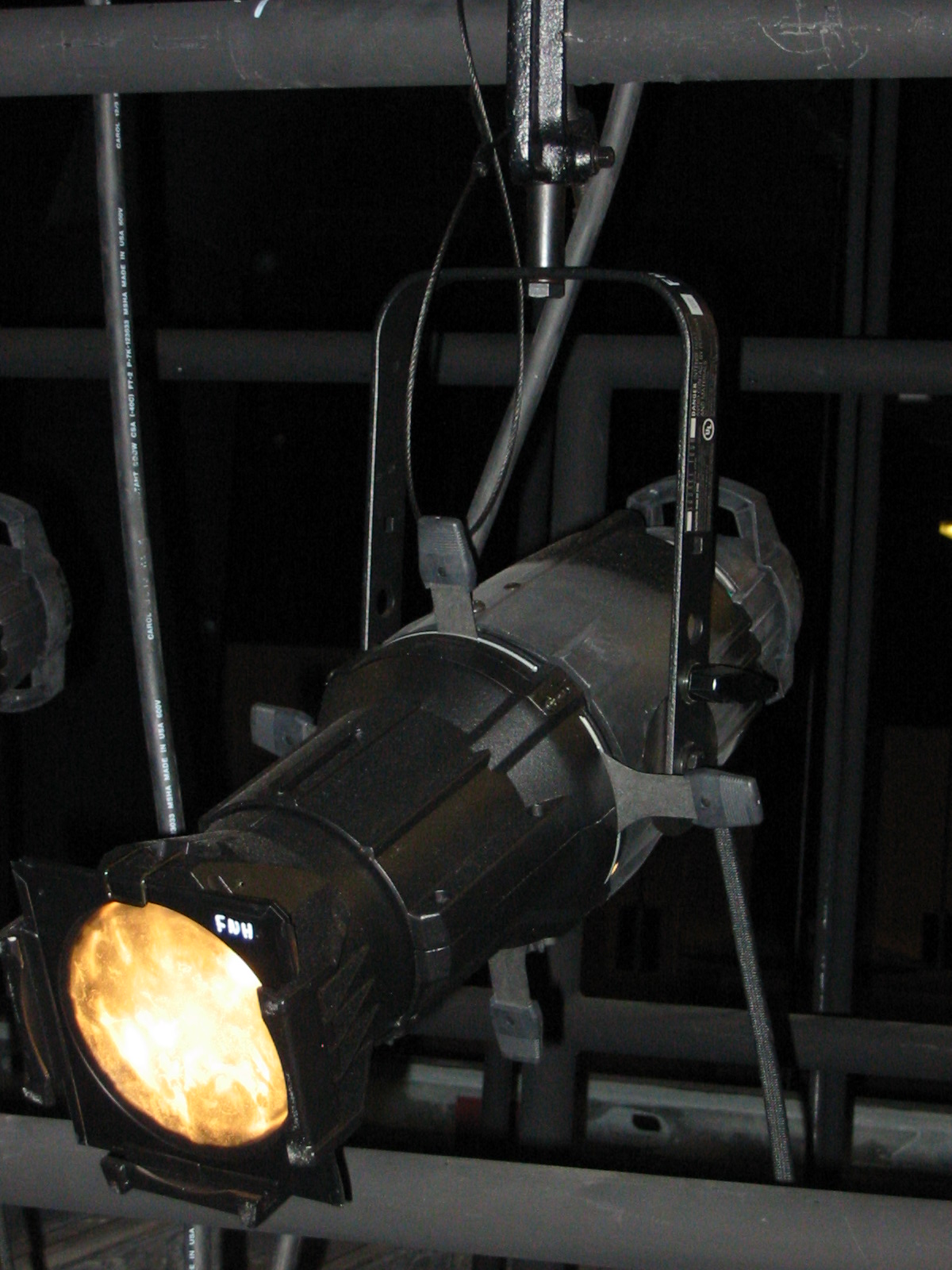
Foco de iluminación usado en espéctáculos.

En iluminación, un foco o proyector es un elemento óptico destinado a proyectar la luz de una lámpara hacia una región concreta o espacio determinado.
Principalmente se usan para iluminar instalaciones deportivas, alumbrado ornamental de edificios emblemáticos, publicidad y seguridad. También son elementos esenciales en las artes escénicas como el teatro, el cine, la televisión u otros espectáculos en vivo.
El foco eléctrico fue inventado por Humphry Davy; sin embargo, Thomas Alva Edison lo mejoró de tal forma que fue posible su utilización práctica. Durante dos años trabajó en su laboratorio buscando un alambre o filamento, a través del cual fluyera la electricidad para insertarlo en un tubo de vidrio que no tuviera aire. Finalmente, con el tubo y un filamento de carbón que provenía de un hilo de algodón, fabricó un bulbo de luz. Este bulbo, foco o lámpara estuvo encendido durante dos días en Menlo Park (Nueva Jersey).

## Tipos
Existen varios tipos de focos, dependiendo de su geometría:
- Los asimétricos. Se usan en alumbrados intensivos.
- Los simétricos. Se usan en alumbrados extensivos. Los alumbrados extensivos son unos de los principales causantes de la contaminación lumínica. Es habitual que estén situados en torres.

También se pueden clasificar en función de La lámpara eléctrica que usan:
- Proyector de incandescencia.
- Proyector halógeno.
- Proyector de arco eléctrico.
- Foco fluorescente
- Lámpara led